# 王越村
王越村（おうごしむら）は、香川県綾歌郡にあった村。現在の坂出市王越町。
村役場はその後、坂出市王越出張所になっている。

## 歴史
- 1890年2月15日 - 町村制施行に伴い、阿野郡乃生村（のうむら）、木澤村（きさわむら）が合併し、王越村が発足。
- 1899年4月1日 - 阿野郡が鵜足郡と合併し、綾歌郡となる。
- 1956年7月1日 - 坂出市に編入合併。同日付で王越村を廃止。